# Yvan Theys
Yvan Theys (1er septembre 1936 à Marke en Belgique -1er juillet 2005 ) peintre et sculpteur belge flamand.

## Biographie
Né dans le village flamand de Marke, il est diplômé de l’École supérieure des arts Saint-Luc, dit Institut saint-Luc, à Tournai. Un nouveau cours de peinture y est alors créé autour du sculpteur et peintre belge Eugène Dodeigne: il rejoint ce tout nouveau cours où se développe une démarche plus libre vis-à-vis de l'art du peintre. Il deviendra par la suite, professeur dès 1959, dans ce même Institut Saint-Luc, à la suite d'Eugène Dodeigne. Il y restera professeur pendant 37 ans, jusqu'en 1996.
Il commence sa carrière de peintre dans les années 1960, développant un art personnel proche de la nouvelle abstraction en dehors des courants du Pop Art ambiant. Il trouve dès le début ses sources auprès des grands maîtres. Dans une interview en 1984, il déclarera d'ailleurs que pour créer un art qui dure, il est nécessaire de posséder des références solides... "Je me rends compte, dit-il, combien mes racines sont européennes. Je suis si souvent confronté à Van der Goes, Rubens, Ensor, Le Greco, Caravage".
En 1963, il commence ses premières expositions solo, et reçoit, un an plus tard, la "Première mention Prix Jeune Peinture Belge".Exposant avec Roger Raveel et les hollandais Alphons Freymuth et Reinier Lucassen, ils développent une nouvelle vision entre la figuration et l'abstraction: sans véritablement former un groupe, mais ils seront au fondement de la Nouvelle figuration.
En 1965, le commissaire général Jan Van Lerberghe le sélectionne pour représenter la Belgique à la IV° Biennale de Paris au musée d'art moderne. Il y présente:  "L'agneau mystique", triptyque d'après le panneau central des fréres Van Eyck, 1963 (huile, 180 x 450) - "Ma femme au miroir" 1965 (huile, 100 x 81) - "Le cours", 1965 (huile, 160 x 200).
Dans les années 1980, sa rencontre avec le monde de la danse et la chorégraphe Pina Bausch, donne un élan à sa peinture où apparaissent des figures dynamiques et  monumentales. Il s’adonne aussi à la sculpture avec des assemblages, de grands bronzes…
En 1985, le commissaire Paul Delmotte le choisit pour représenter la Belgique à la 17° Biennale de São Paulo. Le catalogue parle des thèmes abordés dans son œuvre : la peur, l'érotisme et la mort.
Il commence les collages dans les années 1960.
Il rencontre d’emblée un succès international. Ses expositions personnelles le conduisent au Brésil, en Suisse, au Japon, aux États-Unis, en Hongrie...
Yvan Theys restera proche de Rainier Lucassen, et d’Alfons Freymuth, ainsi que d'Eugène Leroy, Eugène Dodeigne et Roger Raveel.
Il a marqué le regard de nombreux architectes, plasticiens et réalisateur qui fréquentèrent son atelier de Saint Luc Tournai : Pascal Courcelles, Thierry Diers, Eric Dossin, François Dumoulin, Philippe Muyl, Benoît Rafray, Jean-Michel Wilmotte.

## Œuvre
Yvan Theys a développé une peinture figurative expressionniste dans laquelle il insérait éléments abstraits et signes géométriques, d’une manière qui lui est propre.
Son œuvre, proche de la nouvelle figuration, n’entre dans aucun courant précis. Nous pouvons néanmoins trouver de nombreuses références dans son travail comme celle du mouvement CoBRA dont il était proche, ainsi que des éléments se référant au Bauhaus ou au pointillisme.
Sa peinture est épaisse, les contours des figures fortement cernés, les perspectives sont étranges.
Beaucoup de force et de tensions visuelles apparaissent dans ses œuvres, avec une charge émotive très prégnante, que ce soit dans le geste abstrait autant que figuratif.
Lorsqu'il s'attaque aux œuvres tri-dimensionnelles, elles aussi sont faites de tension, d'angles aigus ; de l'assemblage de carton, de plâtre… passant au bois dans les années 1990, puis au bronze à partir de 1994 qu'il patine lui-même. Il n'hésite pas à y ajouter des touches de couleur peintes, individualisant chacune de ses sculptures.
Toute son œuvre est tournée autour de la destinée humaine, de la confrontation de l'homme et de la femme, avec, toujours, une très forte charge émotive, cela encore plus dans ses dernières œuvres.

## Prix
Entre autres prix, il reçoit :
- en 1987, du Ministère de la culture de la communauté flamande, un prix pour l’ensemble de son œuvre ;
- en 2001, il devient membre de l’Académie Belge des Sciences et des Arts.

## Collections
- Stad Rotterdam Verzekeringen (FORTIS-Ageas), Rotterdam (Pays-Bas)
- Provinciaal Museum voor Moderne Kunst, Oostende  (Belgique)
- Musée d’Art Moderne, Bruxelles (Belgique)
- Musée d’art contemporain, Utrecht (Pays-Bas)
- Collection d’art Contemporain, Helmond (Pays-Bas)
- Stedelijk Museum d’art moderne et contemporain, Amsterdam (Pays-Bas)
- Stedelijk museum, Courtrai (Belgique)
- Musée communal des beaux-arts d’Ixelles, Bruxelles (Belgique)
- Collection de la Communauté flamande, Belgique
- Collection de la Communauté wallonne, Belgique
- Collection de la Province de Limbourg, Hasselt (Belgique)
- Gemeentekrediet (Dexia), Bruxelles (Belgique)
- Banque nationale de Belgique, Bruxelles (Belgique)
- Frederich Weisman Foundation of Art, Los Angeles (États-Unis)
- Musée d’Art Moderne, Arnhem (Pays-Bas)
- Université d’Anvers, Middelheim (Belgique)

## Expositions individuelles
- 2011 :
  - Galerie Duboys, « Face à face », Paris (France)
  - Galerie van Duyse- « Figuration et abstraction », Anvers (Belgique)
- 2010 :
  - Centre culturel- "De verborgen schatten" (Trésors cachés), Hasselt (Belgique)
  - Galerie Lieve Lambrecht, Marendree (Belgique)
- 2007, Galerie Willy Schoots, Eindhoven (Pays-Bas)
- 2009, Galerie Willy Schoots, Eindhoven (Pays-Bas)
- 2006, Galerie Willy Schoots, Eindhoven (Pays-Bas)
- Galerie Jos Art, Amsterdam (Pays-Bas)
- 2005 :
  - Kunsthandel & Galerie De Vries, Leeuwarden (Pays-Bas)
  - Livingstone Gallery, La Haye (Belgique)
- Galerie Post+Garcia, Maastricht (Pays-Bas)
- 2004, Galerie de Zwarte Panter « Lovesong », Anvers (Belgique)
- 2003, Galerie William Wauters, « Gouden Huis » (Golden House), Oosteeklo (Belgique)
- 2002 :
  - Livingstone Gallery, « A Humane motion », La Haye (Belgique)
  - Galerie Van der Straeten, Amsterdam (Pays-Bas)
  - Galerie en Kunsthandel Rob van Rijn, Maastricht (Pays-Bas)
- 2001 :
  - Galerie Willy Schoots, “Yvan Theys 1961-2001”, Eindhoven (Pays-Bas)
  - Galerie De Vries, Leeuwarden (Pays-Bas)
- 2000 :
  - Galerie de Zwarte Panter, « Lotsbestemming 1990-2000 », (Destin 1990-2000), Anvers (Belgique)
  - Fondation Bolly-Charlier, Huy (Belgique)

Années 1990
- 1999 :
  - Galerie William Wauters, “Recente schilderijen” (peintures récentes), Oosteeklo (Belgique)
  - Koen-art, “als zelfportret beschadigd” (autoportraits), Watou (Belgique)
- 1998 :
  - KunstRAI Amsterdam, galerie De Greef& De Greef, « Wintertijd », Hiver, Amsterdam (Pays-Bas)
  - Galerie De Lange, Emmen (Pays-Bas)
  - Galerie Fred Lanzenberg, Bruxelles (Belgique)
- 1997 :
  - Institut Saint-Luc, « Hommage », Tournai (Belgique)
  - Casino Knokke, Knokke-Heist (Belgique)
  - KunstRAI Amsterdam, galerie De Greef& De Greef, Amsterdam (Pays-Bas)
- 1996 :
  - Galerie Fred Lanzenberg, Bruxelles (Belgique)
  - Château de Gordes
  - Galerie William Wauters, Oosteeklo (Belgique)
- 1995 : Galerie De Greef& De Greef, Wassenaar (Pays-Bas)
- 1994 :
  - Galerie William Wauters, Beffroi de Bruges
  - Galerie Arcade, « 1970-1994 », Deurle (Belgique)
  - Galerie William Wauters, “Landschappen en mythologieën » (Paysages & mythologies)
  - FIAC, Foire internationale d'art contemporain Galerie Fred Lanzenberg, Paris (France)
  - Galerie Fred Lanzenberg, sculpture polychrome « 1984-94 »
- 1993 :
  - Galerie Willy Schoots, Eindhoven (Pays-Bas)
  - Galerie De Greef& De Greef
  - Galerie Dewever
  - Art Fair Lineart, Galerie Dewever Moussane
- 1992 :
  - Centre culturel flamand de Brakke Grond
  - Galerie De Lange
  - Galerie Delaive
- 1991 :
  - Art Fair Lineart, Galerie Dewever
  - Galerie Fred Lanzenberg
- 1990 : Galerie Van Dijk

Années 1980
- Art Fair Lineart, Galerie Fred Lanzenberg
- Palais des Arts Mücsarnok
- Galerie Kunsthandel M.L. de Boer
- Galerie Paul Dewever
- Galerie Del Arte
- Galerie Fred Lanzenberg
- Art Basel, Galerie D’Eendt
- Galerie d’Eendt
- Galerie William Wauters
- Art Basel, Galerie D’Eendt
- Galerie Fred Lanzenberg
- Art Basel, Galerie D’Eendt
- Musée d’Art contemporain d'Utrecht (Pays-Bas)
- Galerie d’Eendt
- Art Basel, Galerie D’Eendt
- Galerie William Wauters
- Galerie Del Arte
- Galerie Paul Dewever
- Kunsthandel Lambert Tegenbosch
- Centre culturel international « Recente schilderijen en een beperkt overzicht vanaf 1963 » « Peintures récentes et une petite sélection depuis 1963 »
- C.I.A.P.
- Galerie Kunsthandel M.L. de Boer
- Galerie Delta

Années 1970
- Galerie S 65
- Kunsthandel Lambert Tegenbosch
- Galerie S 65
- Kunsthandel Lambert Tegenbosch, “De annunciaties” (annonciations)
- Galerie Hendriksen
- Galerie Jean Leroy, « Recente schilderijen »  (œuvres récentes)
- Grafiek 50
- Galerie Hendriksen
- Centre artistique Septentrion, « Hommage à Matisse »
- Musée ‘T Mehuis
- Galerie Hendriksen
- Galerie Contour
- Kunsthandel Lambert Tegenbosch
- Galerie S 65
- Galerie Hendriksen
- Monument De Moriaan
- Grafiek 50
- Palais des Beaux-arts, Galerie de Zwarte Panter
- Galerie de Zwarte Panter
- Grafiek 50
- Galerie Contour
- Musée Paula Modersohn-Becker
- Galerie M.A.S.
- Galerie Kunsthandel M.L. de Boer
- Galerie Schloss Remseck
- Maison Belge

Années 1960
- Galerie Kaleidoskoop
- Celbeton
- Galerie Anhyp
- Galerie Les Contemporains, « De vrouw », (Femmes)
- Galerie Les Contemporains
- Galerie Les Contemporains « Het lam gods » (l’agneau de Dieu)
- Galerie Kaleidoskoop
- Galerie Entremonde
- Galerie Nord
- Galerie Les Contemporains
- Galerie Kaleidoskoop
- Galerie Renard
- 4e Biennale de Paris
- Galerie Les Contemporains
- 1959 : 1re exposition individuelle